# Verdrag van Aranjuez (1780)
Het Verdrag van Aranjuez was een verdrag dat werd ondertekend op 25 december 1780 tussen Spanje en Marokko. Op basis van de voorwaarden van het verdrag erkende Marokko de Spaanse heerschappij over de stad Melilla. Het verdrag maakte de spanningen ongedaan en verkleinde de kans dat Marokko zou instemmen met Britse verzoeken om de oorlog aan de Spanjaarden te verklaren, zoals in 1774.